# مورچه گوشت‌خوار
مورچه گوشت‌خوار (نام علمی: Iridomyrmex purpureus) نام یک گونه از تیره مورچه است.